# Ko Phi Phi Lee
Ko Phi Phi Lee (taj. เกาะพีพีเล) – wyspa leżąca na zachodzie Tajlandii. Należy do archipelagu Ko Phi Phi. Jest atrakcyjna turystycznie ze względu na malownicze plaże, zatoki i jaskinie.

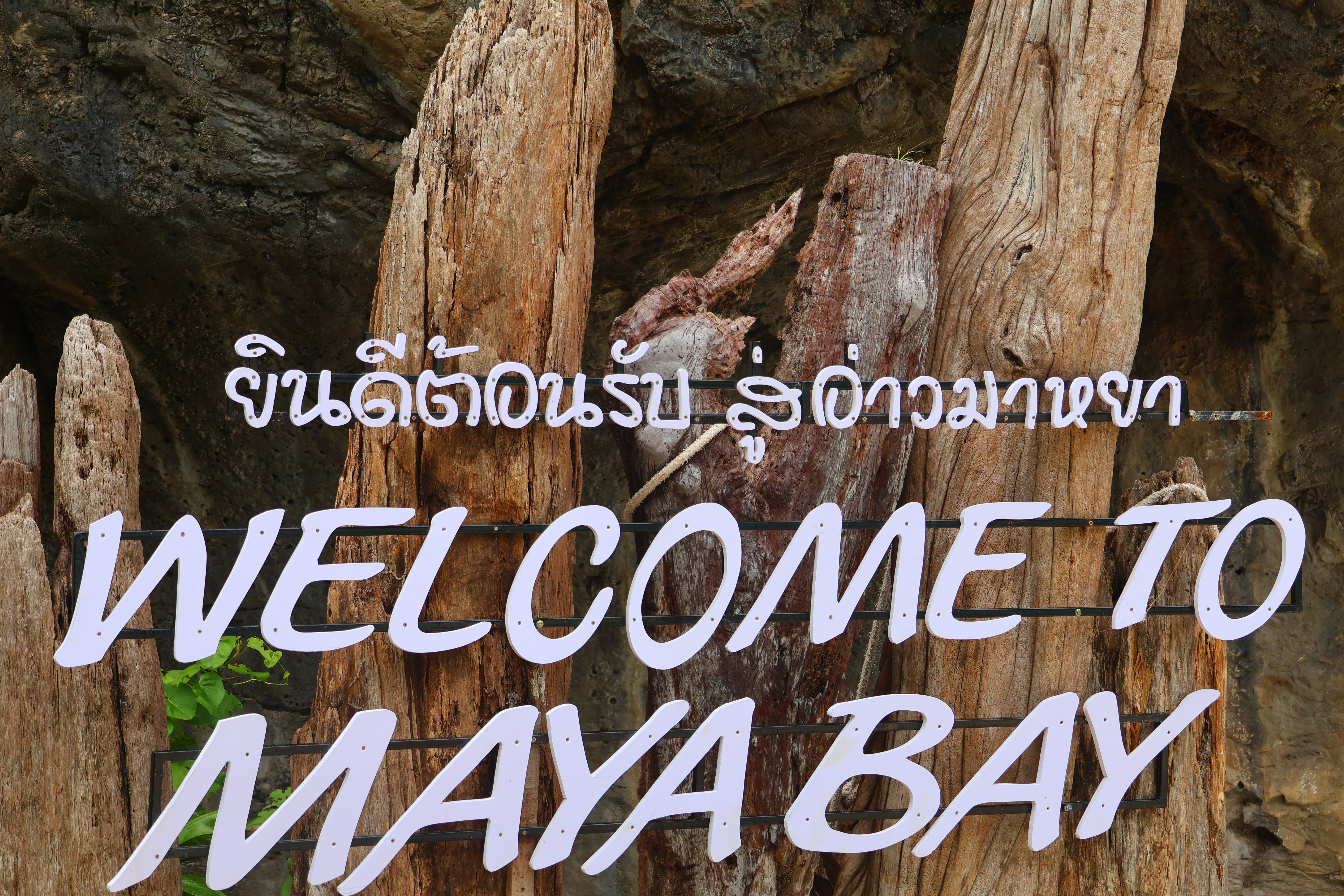
Plaża Maya Bay - tablica